# Santa Clara-a-Nova
Santa Clara-a-Nova is een voormalige plaats (freguesia) in de Portugese gemeente Almodôvar en telt 656 inwoners (2001).
Op 29 september 2013 werden de freguesias Santa Clara-a-Nova en Gomes Aires samengevoegd tot de nieuwe freguesia União das Freguesias de Santa Clara-a-Nova e Gomes Aires. Santa Clara-a-Nova is de zetel van deze nieuw gevormde freguesia.